# Adeano
L'Adeano (dal greco Ade, "Inferi": mondo dominato dal calore) è l'eone che rappresenta la prima suddivisione del tempo geologico nella storia del nostro pianeta. Ebbe inizio circa 4567 milioni di anni fa (Ma) e terminò circa 4031 Ma con il passaggio al successivo eone Archeano. 
La Commissione Internazionale di Stratigrafia lo considera tuttora un periodo informale e non è caratterizzato da un limite preciso per il suo inizio. L'Adeano appartiene al Precambriano, un'unità geocronologica informale. Questo eone venne definito per la prima volta dal geologo Preston Cloud nel 1972 allo scopo di dare un nome al periodo antecedente alla formazione delle rocce più antiche sulla Terra.

## Sinonimi e correlazioni
Il termine Adeano non è, ad oggi, un eone definito secondo gli standard ICS, ma è convenzionalmente accettato e riportato nella scala dei tempi geologici internazionale. 
Sono ritenuti sinonimi anche le designazioni alternative:
- Priscoano (età prima)
- Azoico (età priva di forme di vita)

Questo eone si sovrappone in parte allo Swaziano (4 000-3 000 Ma), un termine informale comune nella letteratura geologica sudafricana.

## Limiti

### Limite inferiore
Il limite inferiore, fissato a circa 4567 Ma, è calcolato sulla base del contenuto in piombo (derivato dal decadimento di uranio e torio) presente all'interno di alcune condriti. Corrisponde al momento della formazione delle prime inclusioni ricche di calcio e alluminio che datano la nascita del Sistema solare.
Viene considerato come articolo di riferimento per la definizione del limite:
- Amelin, Krot, Hutcheon, and Ulyanov, Lead Isotopic Ages of Chondrules and Calcium-Aluminum-Rich Inclusions, Science, 6 settembre 2002.

### Limite superiore
Il limite superiore, stabilito a 4031 ±3 Ma, è convenzionale e non ancora formalizzato. Non esiste un evento biologico che ne marchi il passaggio con l'eone successivo, l'Archeano.

## Affioramenti rocciosi dell'Adeano

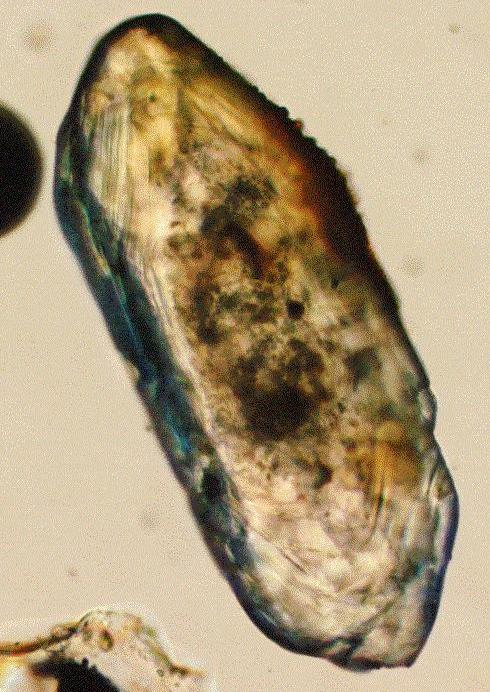
Uno zircone visto al microscopio ottico.

Le rocce di età adeana sono estremamente rare e affioramenti di questo periodo sono stati identificati esclusivamente in Groenlandia occidentale, datati a 3,8 miliardi di anni fa, in Canada nordoccidentale e in Australia occidentale.
Cristalli di zircone si trovano ridepositati nei sedimenti del Canada e nelle colline Jack Hills nell'Australia occidentale. Qui sono stati ritrovati gli zirconi più antichi, risalenti a 4,4 miliardi di anni fa, cioè un'età molto vicina a quella corrispondente alla formazione della Terra.

## Contenuto fossilifero
I sedimenti della Groenlandia appartengono al gruppo dei banded iron beds (letteralmente orizzonti ferriferi a bande). Queste rocce sono costituite da alternanze di orizzonti ricchi in ferro ossidato (ematite) alternati a letti di selce e argilla. Alcune argilliti contengono composti organici elementari del carbonio; questa informazione, unita all'evidente ossidazione e alla natura a bande delle rocce in questione (che ricorda vagamente le attuali stromatoliti) ha portato alcuni autori ad ipotizzare la presenza di cianobatteri fotosintetici al termine dell'Adeano.

## Le rocce più antiche
Le più antiche formazioni geologiche sono composte da rocce sedimentarie fortemente alterate datate attraverso un'intrusione, un dicco vulcanico di età certamente successiva che le ha intruse. L'età di tali formazioni è pari a 3,8 miliardi di anni.
Singoli cristalli di zircone risedimentati in sedimenti del Canada occidentale e nella regione delle Jack Hills appaiono molto più antichi. Lo zircone più antico mostra un'età pari a circa 4,4 miliardi di anni, molto prossima all'età ipotizzata della Terra.

## Perché l'Adeano non è diviso in ere
Essendo le rocce di età adeana così scarse sulla crosta terrestre, non ha senso suddividerle ulteriormente. Esiste però una correlazione con rocce lunari di questa età, appartenenti al periodo di formazione dei crateri da impatto del Mare Nectaris e successivamente del Mare Imbrium. I bacini sopra citati sono molto vasti e spesso sono colmati da materiale basaltico proveniente dalla crosta inferiore. È logico ritenere che crateri simili si siano formati anche sulla Terra nel medesimo periodo, per la differenza di massa che esiste tra il nostro pianeta e la sua luna. Questo periodo della storia geologica lunare va sotto il nome di Imbriano inferiore.